# Pseudorhombila octodentata
Pseudorhombila octodentata är en kräftdjursart som beskrevs av M. J. Rathbun 1906. Pseudorhombila octodentata ingår i släktet Pseudorhombila och familjen Pseudorhombilidae. Inga underarter finns listade i Catalogue of Life.